# Mount Queen Mary
Mount Queen Mary är ett berg i Kanada.   Det ligger i territoriet Yukon, i den västra delen av landet, 4 400 km väster om huvudstaden Ottawa. Toppen på Mount Queen Mary är 3 928 meter över havet.
Terrängen runt Mount Queen Mary är kuperad åt nordväst, men åt sydost är den bergig. Mount Queen Mary är den högsta punkten i trakten. Trakten runt Mount Queen Mary är nära nog obefolkad, med mindre än två invånare per kvadratkilometer.. Det finns inga samhällen i närheten.
Trakten runt Mount Queen Mary är permanent täckt av is och snö.